# Specie di Eresidae
Di seguito sono descritte tutte le 98 specie della famiglia di ragni Eresidae note al giugno 2017.

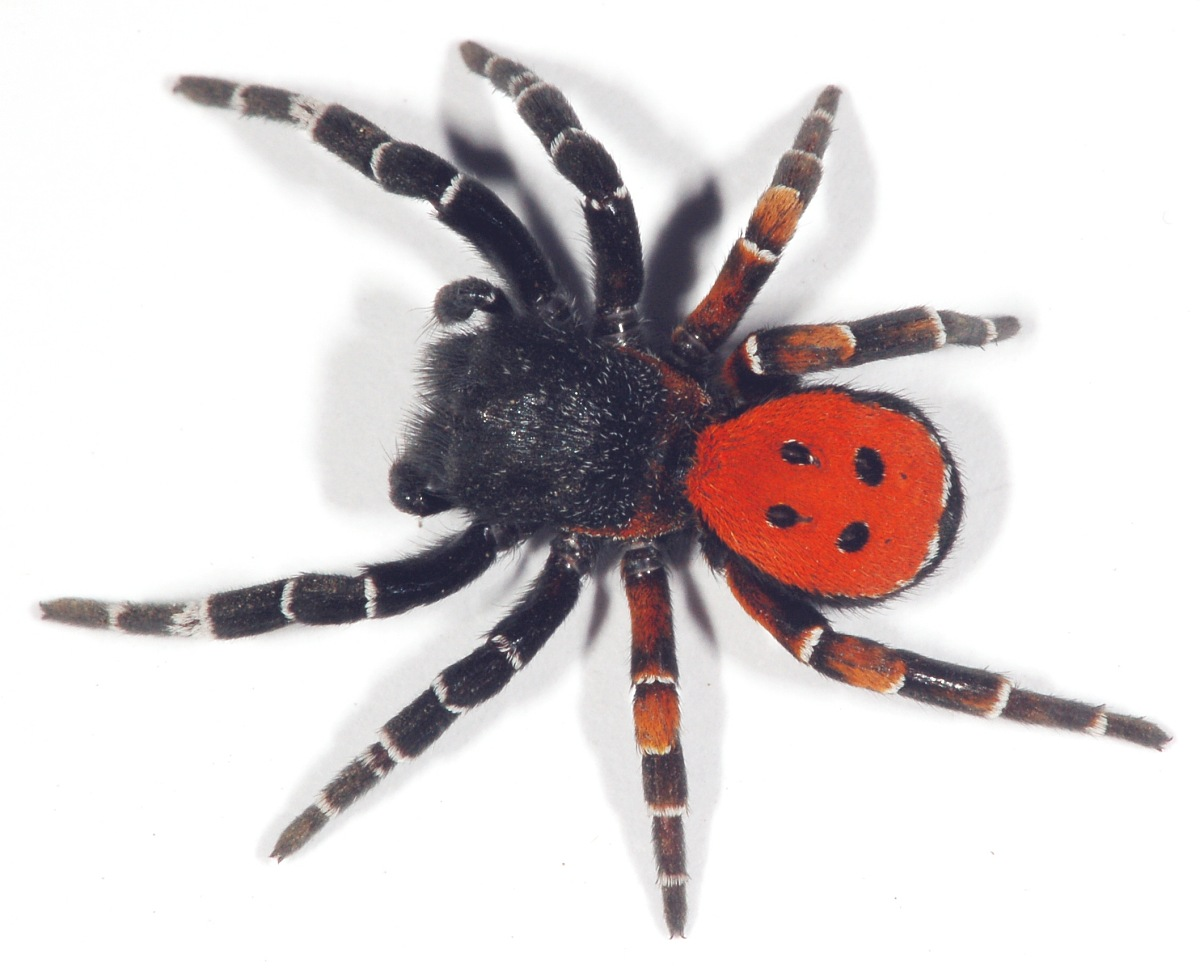
Eresus kollari

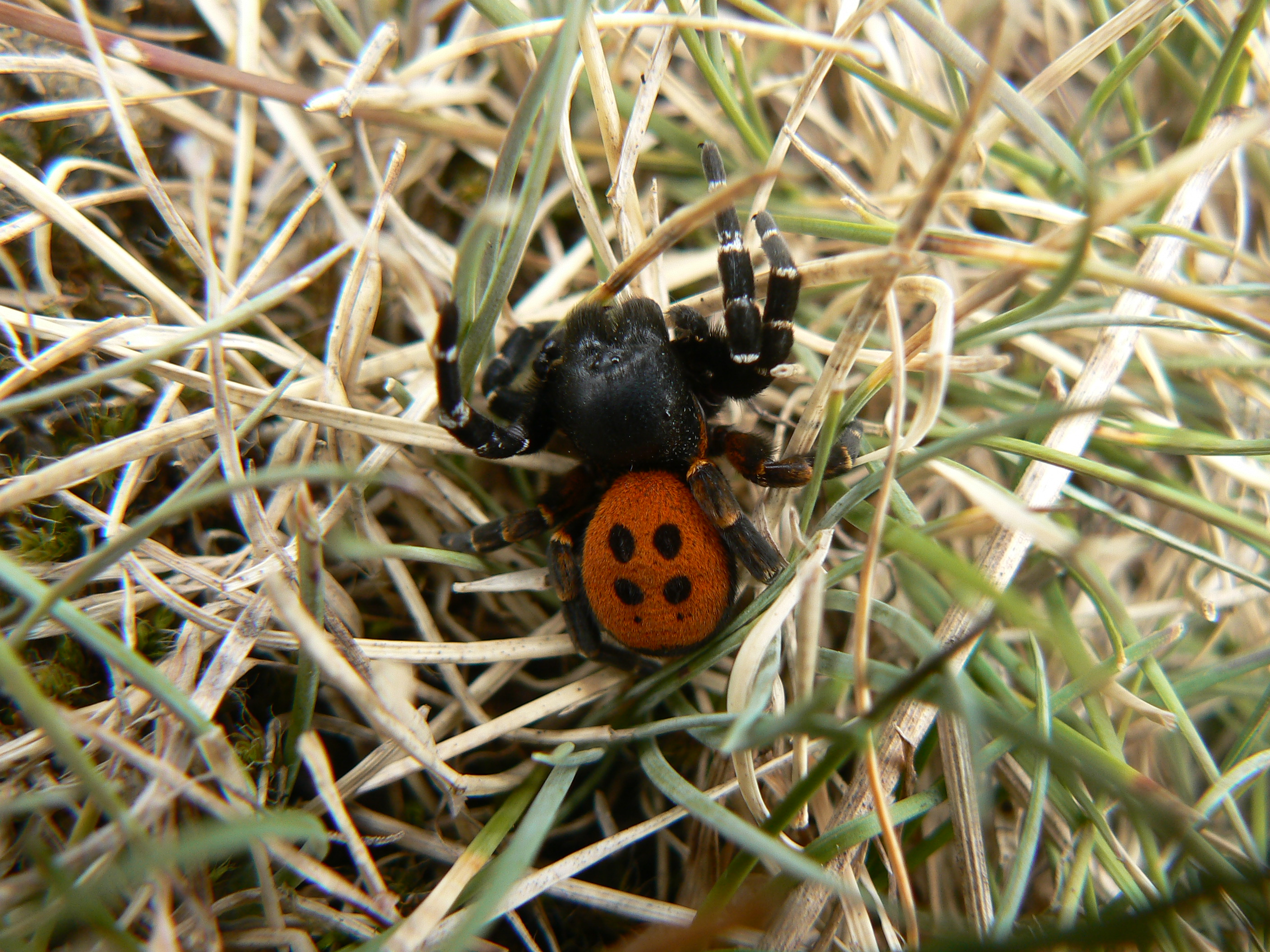
Eresus kollari

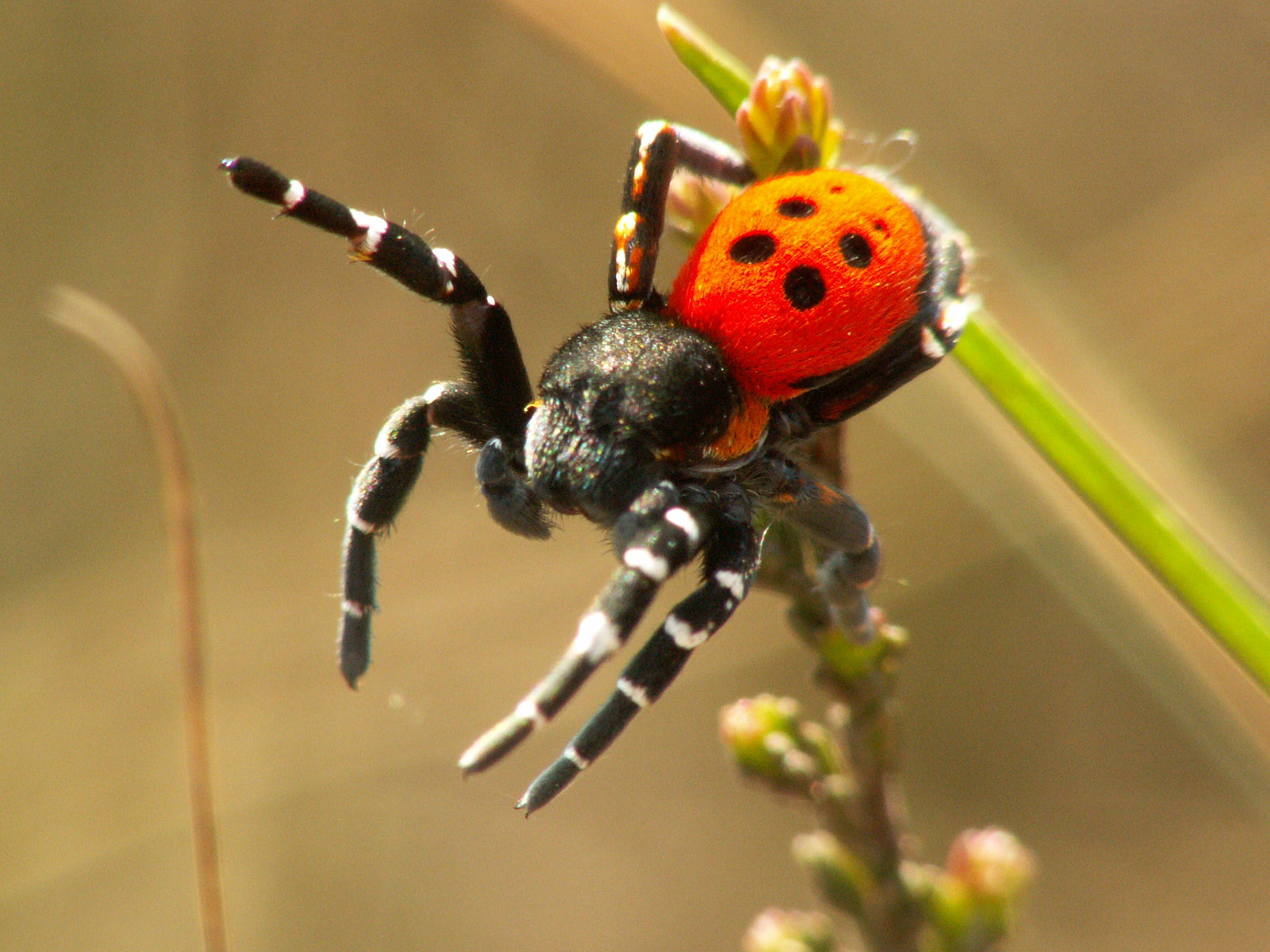
Eresus sandaliatus, maschio

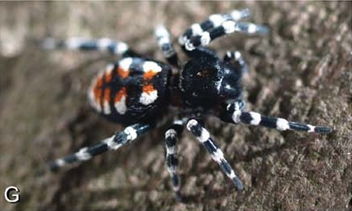
Loureedia annulipes, maschio

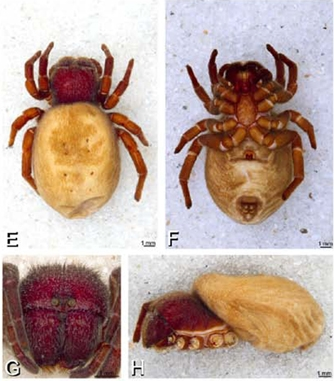
Loureedia annulipes, femmina
E - vista dorsale; F - vista ventrale;
G - vista frontale (cheliceri); H - vista laterale (senza zampe)

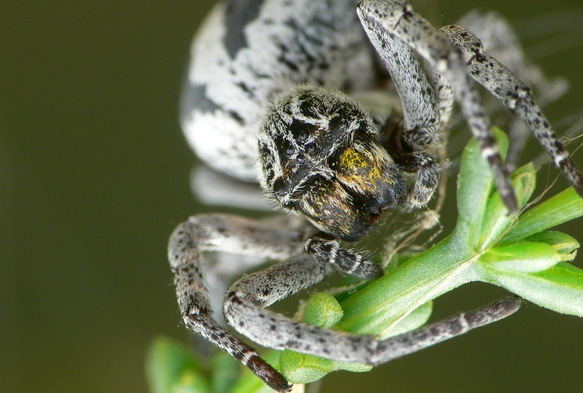
Stegodyphus lineatus

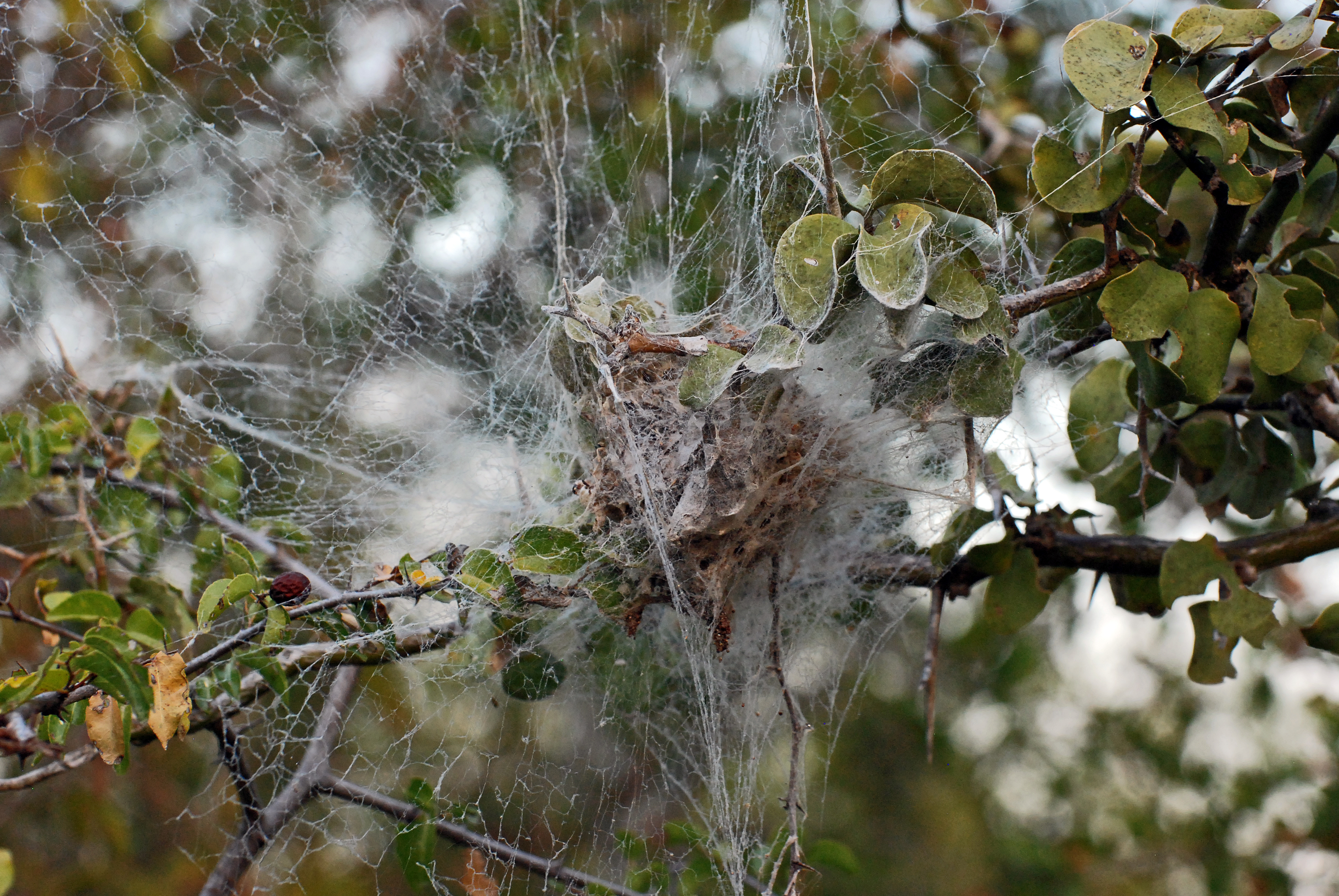
Stegodyphus dumicola, ragnatela

## Adonea
Adonea Simon, 1873
- Adonea algarvensis Wunderlich, 2017 — Portogallo
- Adonea algerica (El-Hennawy, 2004) — dall'Algeria ad Israele
- Adonea fimbriata Simon, 1873 — Mediterraneo

## Dorceus
Dorceus C. L. Koch, 1846
- Dorceus albolunulatus (Simon, 1876) — Algeria
- Dorceus fastuosus C. L. Koch, 1846 — Senegal, Tunisia
- Dorceus latifrons Simon, 1873 — Algeria, Tunisia
- Dorceus quadrispilotus Simon, 1908 — Egitto
- Dorceus trianguliceps Simon, 1910 — Tunisia

## Dresserus
Dresserus Simon, 1876
- Dresserus aethiopicus Simon, 1909 — Etiopia
- Dresserus angusticeps Purcell, 1904 — Sudafrica
- Dresserus armatus Pocock, 1901 — Uganda
- Dresserus bilineatus Tullgren, 1910 — Africa orientale
- Dresserus collinus Pocock, 1900 — Sudafrica
- Dresserus colsoni Tucker, 1920 — Sudafrica
- Dresserus darlingi Pocock, 1900 — Sudafrica
- Dresserus elongatus Tullgren, 1910 — Africa orientale
- Dresserus fontensis Lawrence, 1928 — Namibia
- Dresserus fuscus Simon, 1876 — Africa orientale, Zanzibar
- Dresserus kannemeyeri Tucker, 1920 — Sudafrica
- Dresserus laticeps Purcell, 1904 — Sudafrica
- Dresserus murinus Lawrence, 1927 — Namibia
- Dresserus namaquensis Purcell, 1908 — Sudafrica
- Dresserus nasivulvus Strand, 1907 — Africa orientale
- Dresserus nigellus Tucker, 1920 — Sudafrica
- Dresserus obscurus Pocock, 1898 — Sudafrica
- Dresserus olivaceus Pocock, 1900 — Sudafrica
- Dresserus rostratus Purcell, 1908 — Sudafrica
- Dresserus schreineri Tucker, 1920 — Sudafrica
- Dresserus schultzei Purcell, 1908 — Sudafrica
- Dresserus sericatus Tucker, 1920 — Sudafrica
- Dresserus subarmatus Tullgren, 1910 — Africa orientale, Botswana
- Dresserus tripartitus Lawrence, 1938 — Sudafrica

## Eresus
Eresus Walckenaer, 1805
- Eresus albopictus Simon, 1873 — Marocco, Algeria
- Eresus bifasciatus Ermolajev, 1937 — Russia
- Eresus crassitibialis Wunderlich, 1987 — Isole Canarie
- Eresus granosus Simon, 1895 — Russia, Cina
- Eresus hermani Kovács, Prazsák, Eichardt, Vári & Gyurkovics, 2015 — Ungheria
- Eresus kollari Rossi, 1846 — dall'Europa all'Asia centrale
  - Eresus kollari frontalis Latreille, 1819 — Spagna
  - Eresus kollari ignicomus Simon, 1914 — Corsica
  - Eresus kollari latefasciatus Simon, 1910 — Algeria
  - Eresus kollari tricolor Simon, 1873 — Corsica
- Eresus lavrosiae Mcheidze, 1997 — Georgia
- Eresus moravicus Rezác, 2008 — Austria, Ungheria, Repubblica Ceca, Slovacchia
- Eresus pharaonis Walckenaer, 1837 — Egitto
- Eresus robustus Franganillo, 1918 — Spagna
- Eresus rotundiceps Simon, 1873 — Ucraine, Turkmenistan
- Eresus ruficapillus C. L. Koch, 1846 — Sicilia, Croazia
- Eresus sandaliatus (Martini & Goeze, 1778) — Europa
- Eresus sedilloti Simon, 1881 — Portogallo, Spagna
- Eresus solitarius Simon, 1873 — Mediterraneo
- Eresus walckenaeri Brullé, 1832 — Mediterraneo
  - Eresus walckenaeri moerens C. L. Koch, 1846 — Afghanistan

## Gandanameno
Gandanameno Lehtinen, 1967
- Gandanameno echinata (Purcell, 1908) — Sudafrica
- Gandanameno fumosa (C. L. Koch, 1837) — Sudafrica
- Gandanameno inornata (Pocock, 1898) — Africa orientale
- Gandanameno purcelli (Tucker, 1920) — Sudafrica
- Gandanameno spenceri (Pocock, 1900) — Sudafrica

## Loureedia
Loureedia Miller et al., 2012
- Loureedia annulipes (Lucas, 1857) — Algeria, Tunisia, Egitto, Israele
- Loureedia maroccana Gál, Kovács, Bagyó, Vári & Prazsák, 2017  — Marocco

## Paradonea
Paradonea Lawrence, 1968
- Paradonea parva (Tucker, 1920) — Namibia, Botswana, Sudafrica
- Paradonea presleyi Miller et al., 2012 — Zimbabwe, Sudafrica
- Paradonea splendens (Lawrence, 1936) — Botswana, Sudafrica
- Paradonea striatipes Lawrence, 1968 — Namibia, Sudafrica
- Paradonea variegata (Purcell, 1904) — Namibia, Botswana, Sudafrica

## Seothyra
Seothyra Purcell, 1903
- Seothyra annettae Dippenaar-Schoeman, 1991 — Namibia
- Seothyra barnardi Dippenaar-Schoeman, 1991 — Botswana
- Seothyra dorstlandica Dippenaar-Schoeman, 1991 — Namibia
- Seothyra fasciata Purcell, 1904 — Namibia, Botswana, Sudafrica
- Seothyra griffinae Dippenaar-Schoeman, 1991 — Namibia
- Seothyra henscheli Dippenaar-Schoeman, 1991 — Namibia
- Seothyra longipedata Dippenaar-Schoeman, 1991 — Namibia, Sudafrica
- Seothyra louwi Dippenaar-Schoeman, 1991 — Namibia
- Seothyra neseri Dippenaar-Schoeman, 1991 — Namibia
- Seothyra perelegans Simon, 1906 — Sudafrica
- Seothyra roshensis Dippenaar-Schoeman, 1991 — Namibia
- Seothyra schreineri Purcell, 1903 — Namibia, Sudafrica
- Seothyra semicoccinea Simon, 1906 — Sudafrica

## Stegodyphus
Stegodyphus Simon, 1873
- Stegodyphus africanus (Blackwall, 1866) — Africa
- Stegodyphus bicolor (O. P.-Cambridge, 1869) — Africa meridionale
- Stegodyphus dufouri (Audouin, 1826) — Africa settentrionale e occidentale
- Stegodyphus dumicola Pocock, 1898 — Africa centrale, Sudafrica
- Stegodyphus hildebrandti (Karsch, 1878) — Africa centrale e orientale, Zanzibar
- Stegodyphus hisarensis Arora & Monga, 1992 — India
- Stegodyphus lineatus (Latreille, 1817) — dall'Europa al Tagikistan
- Stegodyphus lineifrons Pocock, 1898 — Africa orientale
- Stegodyphus manaus Kraus & Kraus, 1992 — Brasile
- Stegodyphus manicatus Simon, 1876 — Africa settentrionale e occidentale
- Stegodyphus mimosarum Pavesi, 1883 — Africa, Madagascar
- Stegodyphus mirandus Pocock, 1899 — India
- Stegodyphus nathistmus Kraus & Kraus, 1989 — dal Marocco ad Aden
- Stegodyphus pacificus Pocock, 1900 — Giordania, Iran, Pakistan, India
- Stegodyphus sabulosus Tullgren, 1910 — Africa orientale e meridionale
- Stegodyphus sarasinorum Karsch, 1891 — India, Sri Lanka, Nepal, Myanmar
- Stegodyphus simplicifrons Simon, 1906 — Madagascar
- Stegodyphus tentoriicola Purcell, 1904 — Sudafrica
- Stegodyphus tibialis (O. P.-Cambridge, 1869) — India, Myanmar, Thailandia, Cina
- Stegodyphus tingelin Kraus & Kraus, 1989 — Camerun